# 广州市红十字会医院

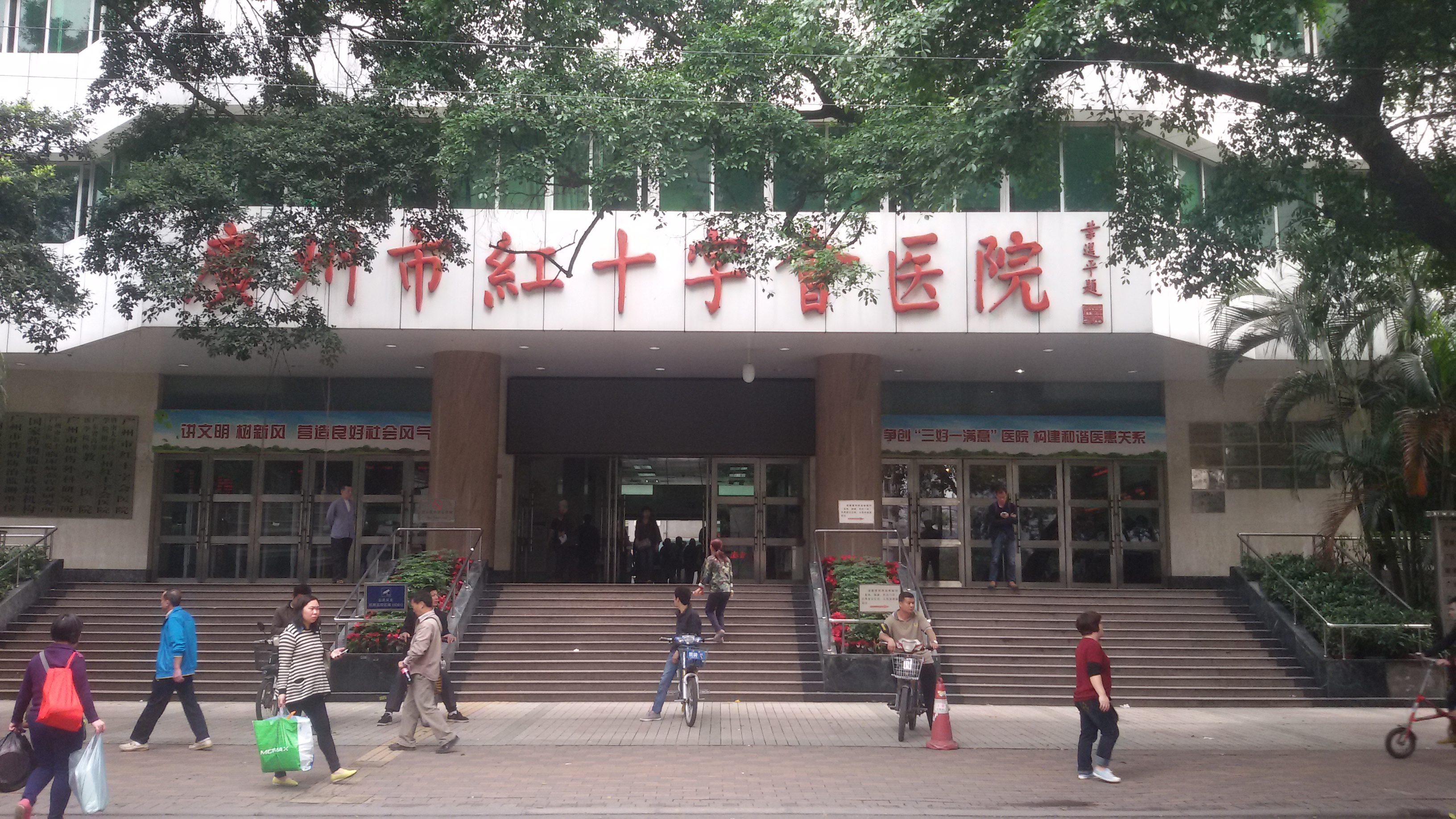
广州市红十字会医院海幢院区1号楼（门诊楼）正门

广州市红十字会医院（广州市应急医院、暨南大学附属第四医院、暨南大学附属广州红十字会医院），是一所三级甲等医院，位于中华人民共和国广东省广州市。
医院创建于1904年，由马达臣、朱启良等成立红十字会组织，并在广州创办的一所医疗救护机构，1915年隶属中国红十字会广州地区分会。1956年由广州卫生局接管，1968年改名为广州市第五人民医院，1978年恢复原名。

## 歷史

### 成立初期
1905年，紅會發起人——馬達臣等人正式成立了「粵東赤十字社」（後改名「粵東紅十字會」），在兩廣總督府備案批准註冊。那一年粵東紅十字會搬去河南，結果改名「紅十字會番禺分會」。而會址設於龍溪首約，同時開辦了「南福醫院」。由於附近四個鄉有不少人來問診，要求住院的人也很多，後醫院到西關的多寶大街加開了醫院。
1911年辛亥革命後，廣州時為適應戰時救傷，由革命政府撥出產業，在廣州南關的增沙地區提供了棟大屋（周東生大屋）設立「增沙總醫院」的救傷醫院，由紅十字會分會營運。而萬國締盟紅十字會派了不少意大利醫師支援工作。由於增沙總醫院無法繼續收容太多傷患，紅十字會將西關多寶大街的南福醫院改為紅會西分院；將在東較場的鐘氏家祠改建為東分院。

### 變賣醫院
1915年，陳炯明主粵政時變賣增沙總醫院軍事費用。嗰時紅十字會已經重新改組成中國紅十字會廣州分會。而陳炯明還向當時紅十字會廣州分會會長熊長卿威脅，撕爛產業執照，派憲兵到醫院趕人，過了半年之後強制裡面的傷患者出院而結束醫院業務。
- 參見：遠東宣教會寶崗堂

## 院址
- 海幢院区（總院）：广州市海珠区海幢街道同福中路396号
- 昌岗院区（分院）：广州市海珠区沙园街道昌崗中路73号
- 白云院区（规划中）：广州市白云区钟落潭镇[3]